# Навроцкий, Георгий Иванович

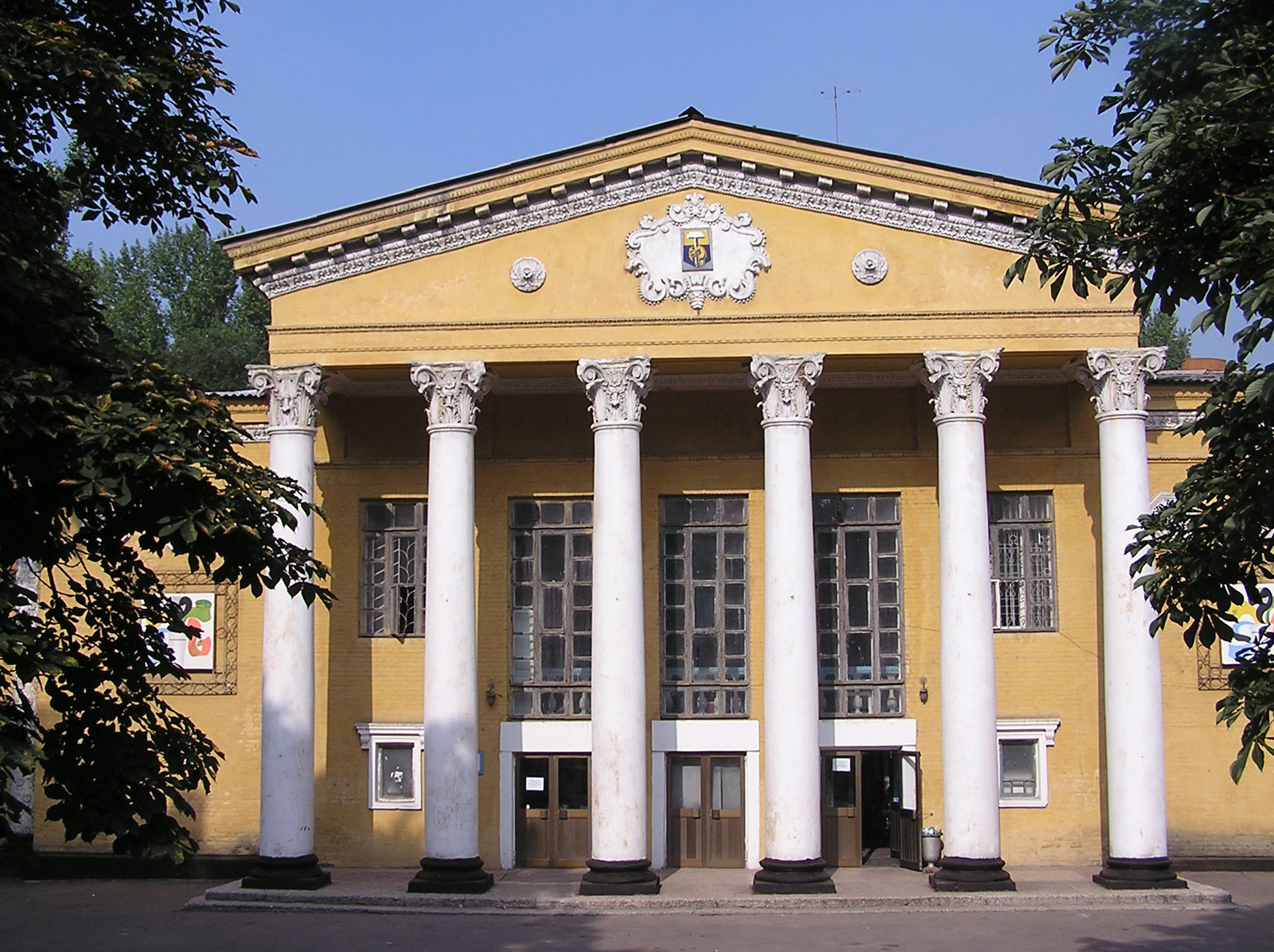
дворец спорта «Шахтёр»

Гео́ргий Ива́нович Навро́цкий — донецкий архитектор.
По его проектам построены цирк «Космос» (1969 год), дворец спорта «Шахтёр» (1953 год; архитекторы Г. И. Навроцкий, О. К. Терзян),  стадион «Шахтёр» (1936 год; архитекторы Г. И. Навроцкий, С. И. Северин), здание Донгипрошахт (1953 год; архитектор Г. И. Навроцкий, инженер В. В. Казанцев), здание института Донецкпроект (архитекторы Г. И. Навроцкий, В. 3. Спусканюк, инженер П. Е. Кидалов), Северный автовокзал (1962 год; архитекторы В. Д. Проценко, В. 3. Спусканюк, Г. И. Навроцкий, инженер А. Н. Булат) и другие здания, микрорайон Кальмиусский (архитекторы В. И. Косарев, М. Г. Навроцкий, В. К. Сэмка). Принимал участие в разработке институтом «Гипроград» схемы развития центральных районов Донецка 1945 года.